# Francisco de Almeida
Francisco de Almeida, portugalski vojskovodja in raziskovalec, * 1450, Lizbona, † 1. marec 1510.
1. ↑  Альмеида, Франциск // Энциклопедический лексикон — Sankt Peterburg.: 1835. — Т. 1. — С. 556-557.
2. 1 2  Алмеида, Франциско // Энциклопедический словарь — Sankt Peterburg.: Брокгауз — Ефрон, 1890. — Т. I. — С. 474.